# Irene Stefani
Irene (al secolo Aurelia Mercede) Stefani (Anfo, 2 agosto 1891 – Gikondi, 31 ottobre 1930) è stata una religiosa italiana della congregazione delle suore della Consolata, missionaria in Kenya; è stata beatificata sotto il pontificato di papa Francesco nel 2015.

## Biografia
Nacque ad Anfo, in provincia di Brescia, il 22 agosto 1891, quinta dei dodici figli di Giovanni Stefani e Annunziata Massari, ferventi cattolici, e fu battezzata come Aurelia Jacoba Mercede. Entrata nel 1911 nella congregazione delle suore missionarie della Consolata, fondata l'anno precedente dal canonico Giuseppe Allamano (beatificato nel 1990), prese i voti il 29 gennaio 1914 dopo aver assunto il nome di suor Irene, e alla fine dell'anno partì per il Kenya.
Fino al 1920 svolse la sua missione negli ospedali militari della Tanzania (era in corso la prima guerra mondiale), assistendo i malati con umanità e dolcezza e battezzando più di tremila persone. Dal 1920 visse in Kenya a Gikondi, insegnando e fornendo assistenza materiale e spirituale alla popolazione. Curando un ammalato durante un'epidemia di peste contrasse la malattia, morendone il 31 ottobre 1930.

## Il culto
L'inchiesta diocesana sulla beatificazione di suor Stefani si è aperta a Nyeri nel 1984 e si è chiusa nel 1987; nel 1996 la positio è stata sottoposta all'esame della Congregazione delle cause dei santi.
Il 2 aprile 2011 papa Benedetto XVI ha autorizzato la Congregazione a promulgare il decreto riguardante le virtù eroiche della missionaria, riconoscendole il titolo di venerabile.
Nel 2014 è stata riconosciuta dalla Chiesa cattolica l'autenticità di un miracolo attribuito all'intercessione della religiosa: dal 10 al 13 gennaio 1989 nel villaggio di Nipepe, in Mozambico, duecentotrenta persone nei primi due giorni, e ottanta il terzo giorno, assediate dai miliziani della Renamo, riuscirono a dissetarsi con i pochi litri di acqua contenuti nel fonte battesimale, senza che questa si esaurisse. Il 23 maggio 2015, presso la Dedan Kimathi University di Nyeri, si è celebrato il rito di beatificazione presieduto dal cardinale Polycarp Pengo.